# Роман о Розе
«Рома́н о Ро́зе» («Роман Розы», фр. Roman de la Rose) — французская аллегорическая поэма (на старофранцузском языке) XIII века, одно из самых знаменитых и наиболее популярных в своё время сочинений средневековой литературы.

## Состав «Романа о Розе»
Книга состоит из двух самостоятельных частей, написанных разными авторами в разное время и различных по духу. Из 22 817 стихов поэмы первые 4028 написаны около 1225—1230 годов Гийомом де Лоррисом. Остальные добавлены около 1275 года Жаном де Мёном.

## Первая часть Гийома де Лорриса

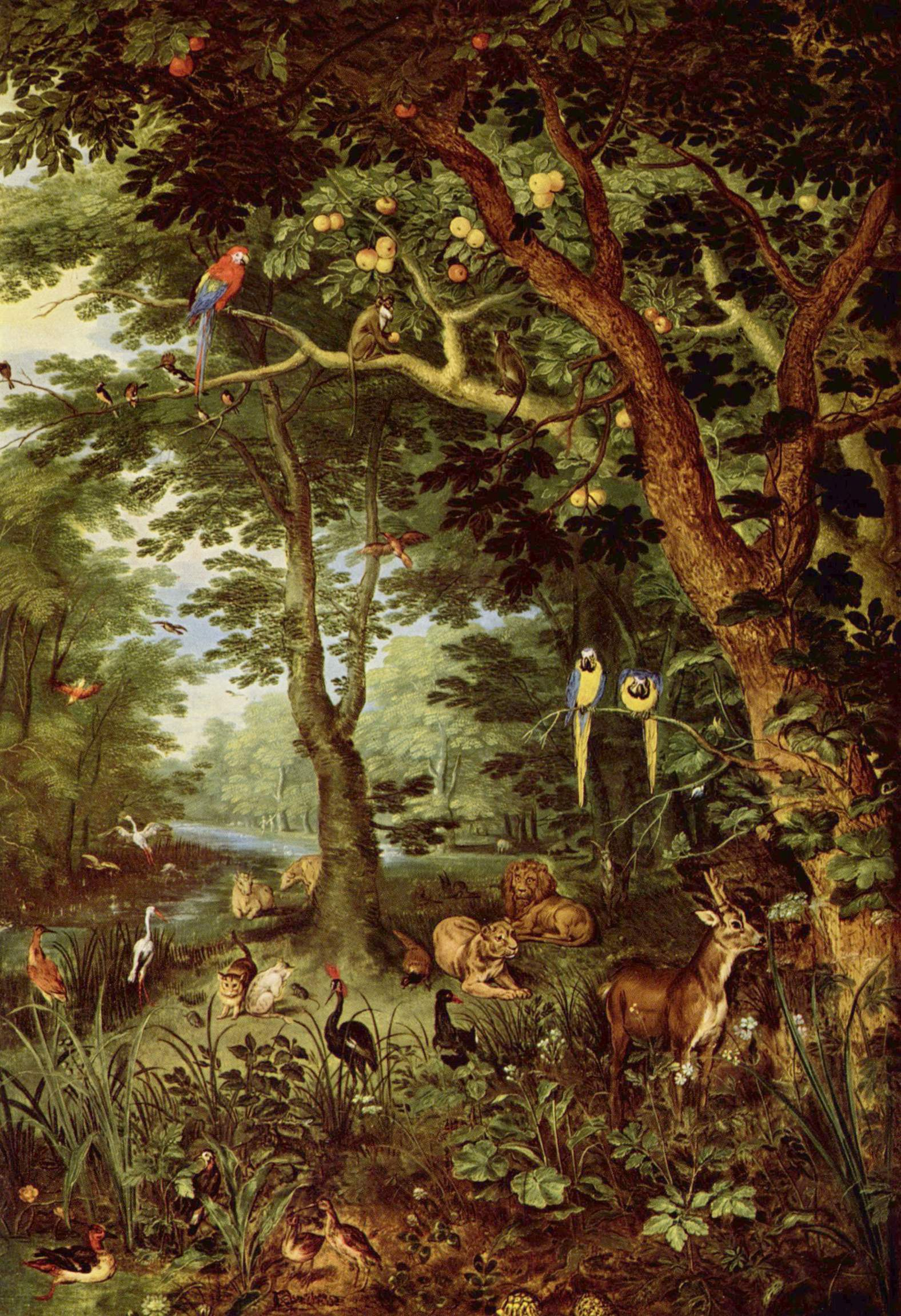
Рай. Ян Брейгель Младший, ок.1620

Произведение Гийома де Лорриса может во многом рассматриваться как кодекс куртуазной любви для аристократического общества, хотя и содержит в себе некоторые отклонения от куртуазной доктрины. Книга создана под влиянием «Сна Сципиона» Макробия (он упомянут в тексте Гийома), а также произведений Овидия и Кретьена де Труа. Кроме того, Гийом опирался на созданный за полтора десятилетия до его книги «Роман о Розе» Жана Ренара, значительно трансформировав его. И Жан Ренар, и Гийом де Лоррис многим обязаны традициям лирической поэзии (с формальной точки зрения — пастурелям, с тематической — канцонам).
Повествование Гильома де Лорриса делится на две части:
- первая часть, до стиха 1680, близкая к аллегорическому дискурсу экзегезы (в ней излагаются и толкуются эмоции и обстоятельства, предшествующие любви), завершается рассказом о смерти Нарцисса: в роднике, где тот погиб, субъект видит отражение розового бутона;
- вторая часть, поиски цветка, состоит из ряда авантюр, организованных в соответствии с техникой романного повествования, которая была разработана Кретьеном де Труа и первыми его последователями.

Книга выстроена в форме аллегорического сновидения: поэт просыпается в прекрасном весеннем саду (май — вполне традиционная для средневековой литературы пора любви). Сад (он предстаёт как земной Рай, со всеми характерными атрибутами: дивная природа, пение птиц, прекрасная музыка) окружён изгородью, на которой нанесены аллегорические изображения пороков: Ненависть, Низость, Стяжательство, Скупость и т. д. Внутри сада поэту также встречаются аллегорические персонажи: Отдохновенье, Радость, Краса, Богатство, Любезность и т. д., а также Амур, который незамедлительно пользуется своим луком и стрелами. В зеркале Нарцисса поэт видит отражение бутона Розы и влюбляется в него. Весь дальнейший сюжет строится на поиске поэтом Розы (аллегория возлюбленной). Аллегорический персонаж по имени Прекрасный Приём дозволяет поэту приблизиться к Розе и поцеловать её, но в итоге сам оказывается заточен в башню. На этом (прямо посреди монолога) и обрывается первая часть романа. Она вписывается в характерную для XII века традицию теоретических дискуссий о любви, наиболее известным образцом которых является «Трактат о любви» Андрея Капеллана.
У Гийома де Лорриса любовь неотделима от страданий и опасностей; путь к ней долог и труден. Одновременно формулируется своего рода декалог совершенного влюблённого: ему надлежит избегать низости, злословия и грубости, проявлять обходительность, почитать и защищать женщин, следить за своей внешностью, предолевать гордыню, неизменно выказывать приподнятое расположение духа, развивать в себе природные дарования, быть щедрым.

## Фрагмент из первой части книги

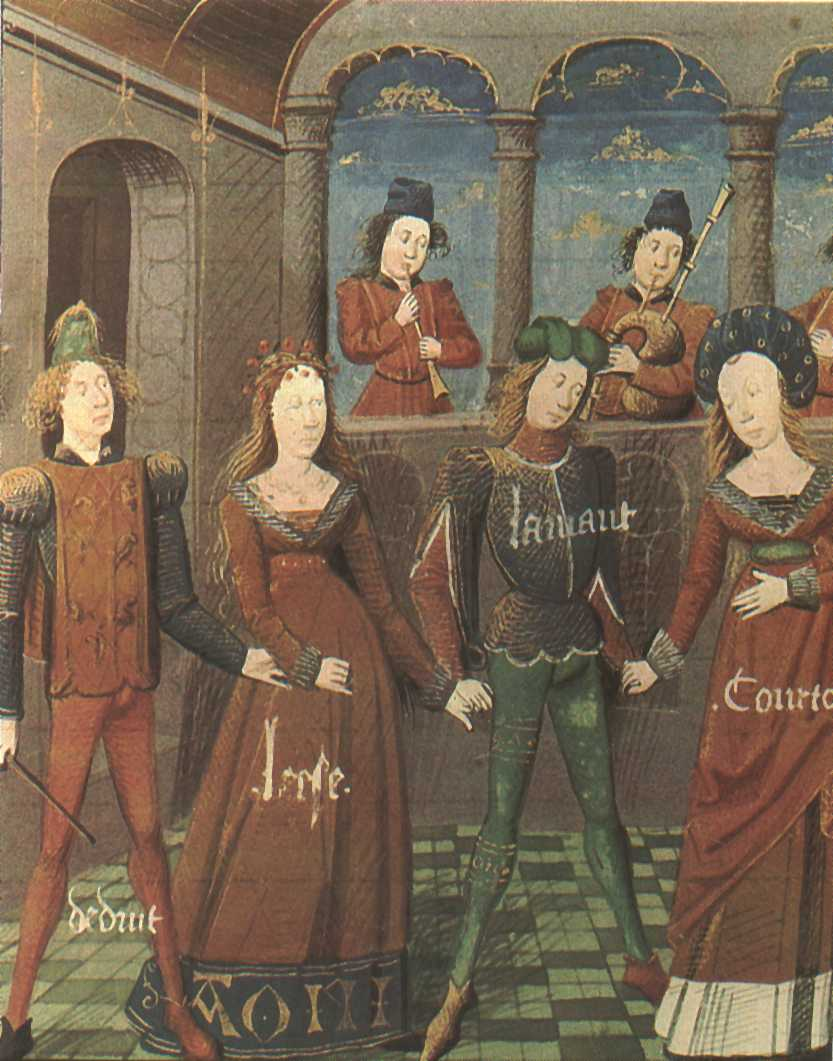
Танец. Иллюстрация к «Роману о Розе» из Рукописи «Дус». XV век, Оксфорд, Бодлеанская библиотека

Как ослепительны казались

Те существа, что повстречались:

И благороден, и пригож

Их лик — на ангельский похож.

Тот, взявшись за руки, народ

Составил дружный хоровод.

А Радость их была солисткой.

Какой прекрасною артисткой

Певица эта прослыла,

Как чудно хор она вела!

Никто другой бы так умело

Припев не вставил: Радость пела

Настолько чисто и легко,

Что торжествующий покой

С тем пением вливался в сердце.
(пер. И. Б. Смирновой)

## Продолжение Жана де Мёна

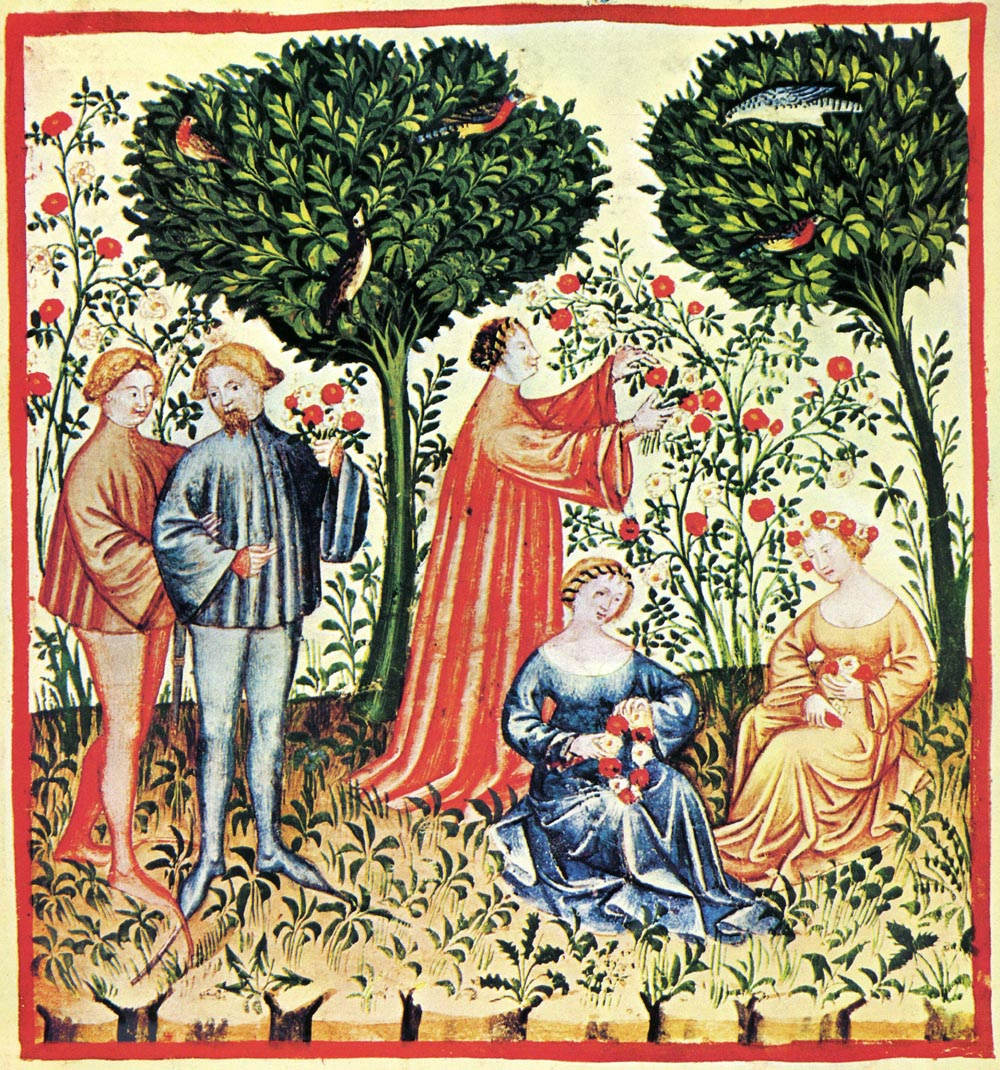
Весна. Из рукописи медицинского трактата XV века «Taccuina Sanitatis»

Продолжение романа принадлежит перу Жана Клопинеля, уроженца города Мёна (Мёнга, Meung-sur-Loire). Основательный знаток схоластической науки средневековья, он создал своего рода поэтическую энциклопедию, сумму познаний своего времени. Жан де Мён хорошо знал античную и средневековую философию, астрономию, астрологию, алхимию, оптику. Во второй части «Романа о Розе» он цитирует Аристотеля, Платона, Вергилия, Овидия, Горация, Ювенала, Лукреция, Боэция. Несомненна зависимость Жана де Мёна от Алана Лилльского, и прежде всего от его книги «Плач природы», из которой Жан де Мён почерпнул основную свою идею: Природа предназначила Венеру для продолжения рода, всё прочее — от лукавого. Сохраняя общую схему, намеченную «предшественником» (поиски Розы и замедляющие их конфликты), Жан де Мён создает её двойника, безмерно амплифицированного за счет дидактических отступлений. Во второй части «Романа о Розе» в центре внимания оказывается Природа и место человека в ней, соотношение Природы и Бога.
У Гильома де Лорриса аллегория выполняла техническую функцию, позволяя переложить в повествовательный дискурс язык лирической песни. Для Жана де Мёна аллегория важна сама по себе, как метод интерпретации. Учёный и мыслитель, буржуа, автор бесконечно далек от «куртуазной любви» Гийома де Лорриса. Роман принимает у него новое, более укорененное в повседневности направление: вместо Амура на первый план выдвигается Венера, воплощающая космическую силу.

Этот внешне беспорядочный текст, отличающийся, однако, сильной и прямолинейной установкой и неодолимой словесной мощью, которые придают ему «документированный» и цельный характер, находится на пересечении большинства поэтических традиций XIII века.

## Фрагмент Речи Старухи из второй части книги

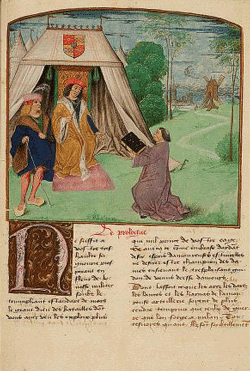
Жан Молине предлагает свою книгу Филиппу Клевскому. Миниатюра из рукописи прозаической версии «Романа о Розе»

Весьма пространная речь Старухи, обращённая к Прекрасному Приёму и содержащая подробную феноменологию любовного поведения в Средние века, предвосхищает более поздний, созданный на рубеже XIV—XV веков памятник французской литературы — «Пятнадцать радостей брака».

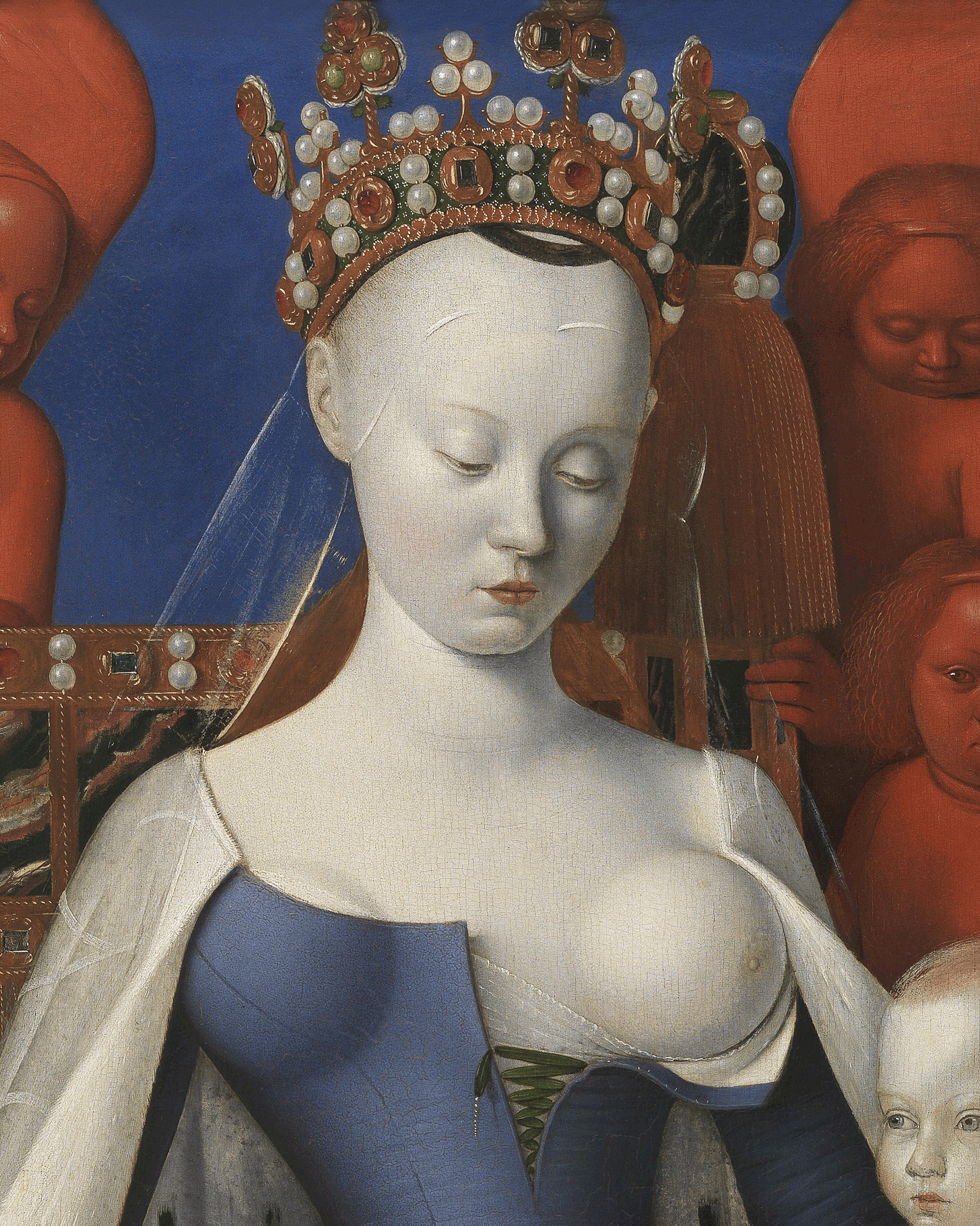
портрет Агнессы Сорель, фрагмент. Ж.Фуке, ок.1456 Королевский музей изящных искусств, Антверпен

А если женщина пригожа,

Её бела и нежна кожа, —

Пусть скажет, чтоб её портной

Оформил вырез ей такой,

Что плечи смело открывает,

Грудь на полфута оголяет.

Ведь если грудь обнажена,

То привлекательней она!

Коль дама широка в плечах, —

Чтоб быть ей краше на балах,

Пусть так портной ей платье скроит,

Что недостаток этот скроет,

Чтоб не был грубым силуэт.

Тут в лёгкой ткани весь секрет.
(пер. И. Б. Смирновой)

## Дискуссия вокруг второй части книги

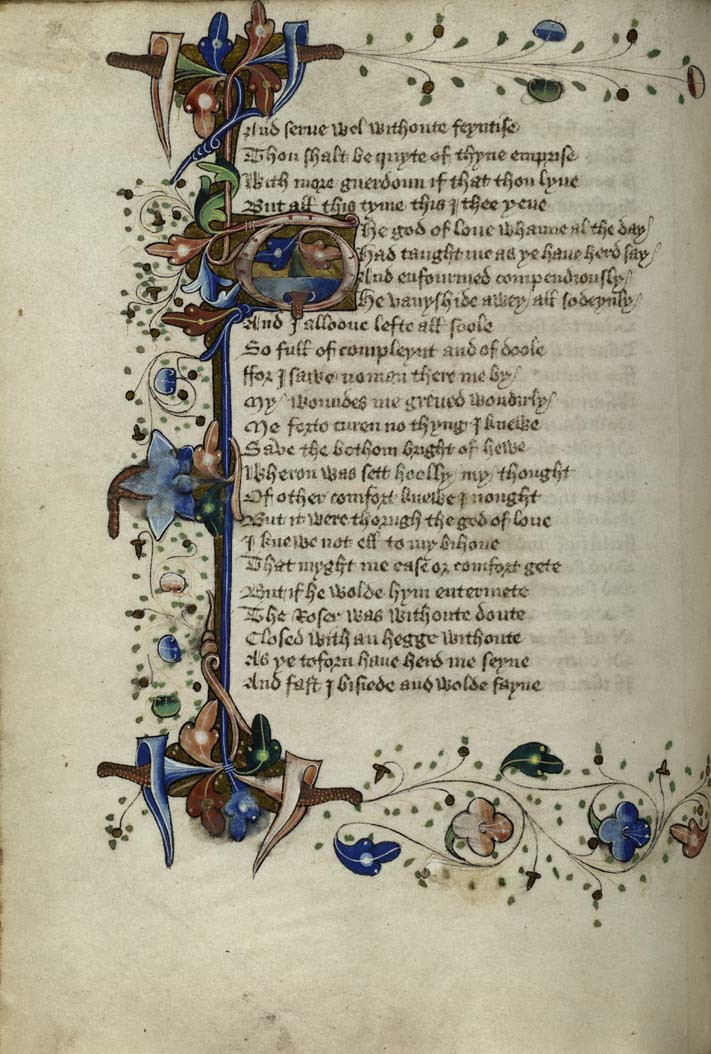
Перевод «Романа о Розе», выполненный Джеффри Чосером. Страница из рукописи. Ок. 1440

Продолжение Жана де Мёна спровоцировало в начале XV века оживленную дискуссию. Жан Жерсон осуждал вторую часть «Романа о Розе» с церковной кафедры, а на защиту его стал Жан де Монтрейль, один из первых французских гуманистов. Горячо нападала на книгу Жана де Мёна Кристина Пизанская, возмущенная её антифеминистическим (напоминающим о традиции фаблио) пафосом. По мнению Кристины Пизанской, книгу (или, во всяком случае, отдельные её пассажи) следовало бы предать огню. В свою очередь противники Кристины Пизанской упрекали её в поверхностном прочтении «Романа о Розе» (отсюда и неправомерное отождествление позиции Жана де Мёна с высказываниями его персонажей) и в нежелании всерьёз рассматривать связанную с сексуальной жизнью проблематику.

## Популярность книги

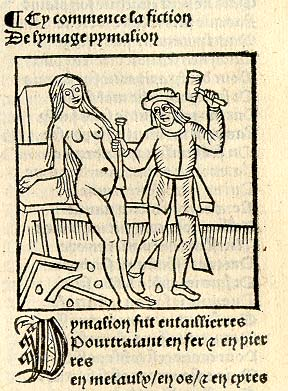
Пигмалион и его творение. Ксилография. Иллюстрация к изданию «Романа о Розе», выпущенному парижским печатником Антуаном Вераром в 1505 году

Популярность «Романа о Розе» была так велика, что есть основания считать книгу своего рода средневековым бестселлером. Сохранилось около 250 его рукописей. «Роман о Розе» был переведён на итальянский, фламандский и английский (Чосером) языки и в эпоху Возрождения напечатан много раз. В 1503 году поэт Жан Молине составил прозаическое переложение «Романа о Розе»; Клеман Маро во время своего пребывания в заточении произвёл собственную переработку книги. Первые печатные издания текста появились в конце XV века. С 1481 по 1538 годы вышло 21 издание книги, после чего она была переиздана только в 1735 году.

## Влияние «Романа о Розе»
Влияние «Романа о Розе» оказалось чрезвычайно сильным и продолжительным. Немалое число поэтических произведений XIII—XV веков строились по его образцу, отсылая к нему как к самой реальности поэзии; за редким исключением, почти все поэты черпают из него отдельные приемы и даже глубинную структуру своего языка. Но влияние это ощущается не только во всей любовно-аллегорической традиции позднего Средневековья и Возрождения (включая как лирическую поэзию, так и трактаты о любви, среди них — «Нравоучительная книга о шахматах любви» Эврара де Конти), но и в культуре барокко («Астрея» Оноре д’Юрфе, «Адонис» Марино), романтизма и даже XX века. Косвенно «Роман о Розе» повлиял на такие знаменитые фильмы, как «Колесо» Абеля Ганса и «Гражданин Кейн» Орсона Уэллса, а также на первый из романов специализировавшегося в молодости на истории средневековой эстетики Умберто Эко — «Имя Розы».

## Русские переводы
- Гильом де Лоррис, Жан де Мен. Роман о Розе / Пер. Н. В. Забабуровой, Д. Н. Вальяно. — Ростов-на-Дону: ЗАО «Югпродторг», 2001. — 288 с. — ISBN 5-7509-0S92-5.
- Гийом де Лоррис, Жан де Мён. Роман о Розе / Пер. и коммент. И. Б. Смирновой. — М.: ООО «Героика и Спорт», 2007. — 671 с. — ISBN 978-5-8330-0239-1.